# Wat Chedi Thong

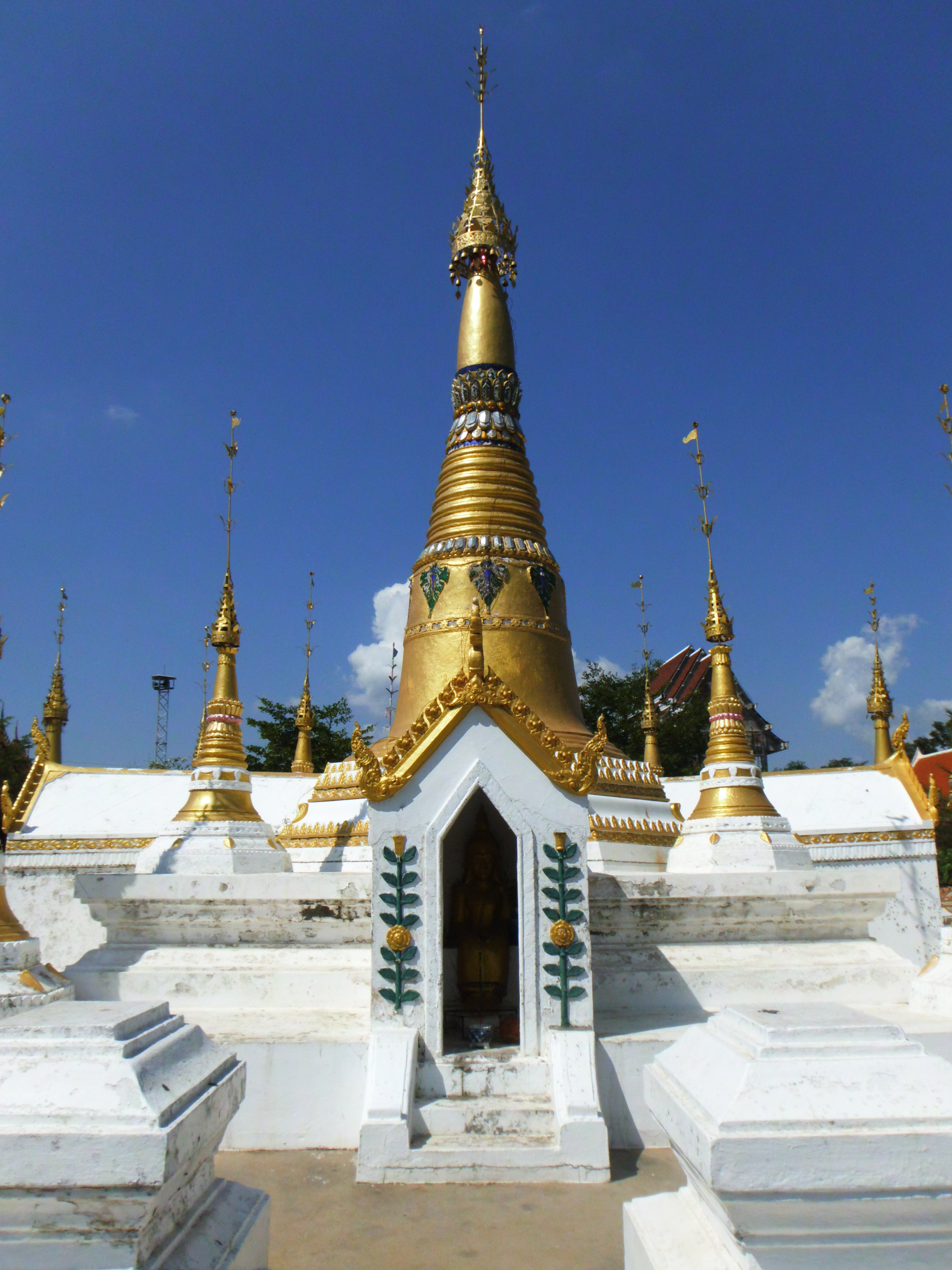
Wat Chedi Thong (2012)

Wat Chedi Thong  (Thai: วัดเจดีย์ทอง) ist eine buddhistische Tempelanlage (Wat) im Landkreis (Amphoe) Sam Khok der Provinz Pathum Thani in Zentralthailand.

## Lage
Der Wat Chedi Thong befindet sich etwa acht Kilometer entfernt von der Provinzverwaltung von Pathum Thani auf dem Westufer des Mae Nam Chao Phraya (Chao-Phraya-Fluss).

## Baugeschichte
Der Wat Chedi Thong ist im frühen 19. Jahrhundert errichtet worden und starke Einflüsse des Mon-Stils auf.

## Sehenswürdigkeiten
Folgende Sehenswürdigkeiten befinden sich im Bereich des Wat Chedi Thong.
- Chedis, die mehr als einhundert Jahre alt und im Stil der Mon gehalten sind.
- sehr schöne Buddhastatuen aus weißer Jade in der Haltung der Unterjochung Maras, des Bösen, sie befinden sich in der Ordinationshalle (Ubosot)